# Islam i Marocko

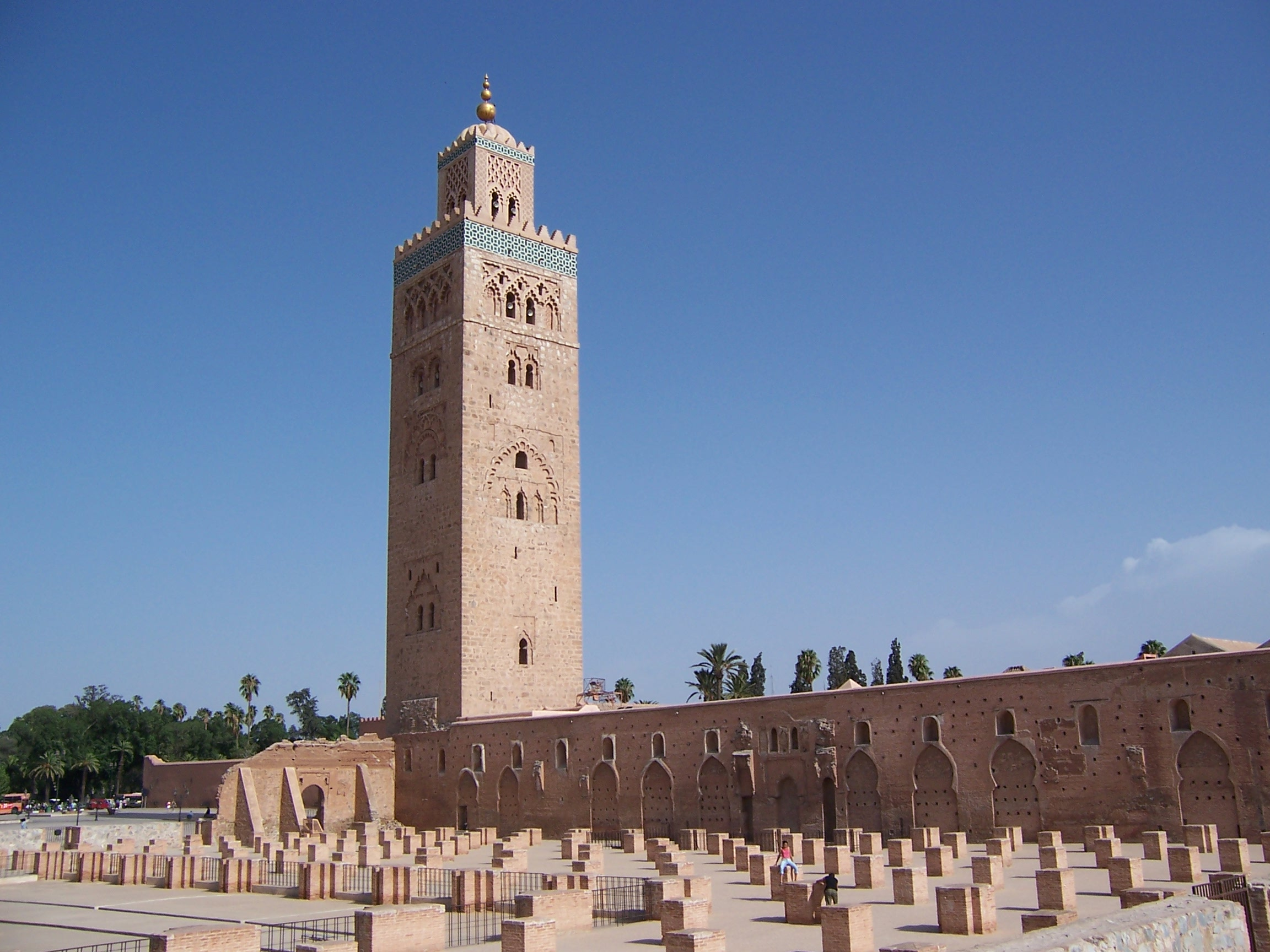
Koutoubiamoskén i Marrakech

I Marocko är islam den största religionen. Omkring 98,7 % av landets befolkning beräknas vara anslutna till islam. Islam infördes i Marocko 680 i samband med den arabiska invasionen av landet under Uqba ibn Nafi. Berberna konverterade då till islam och därefter har religionen varit den officiella religionen i Marocko.